# Individualbeschwerde
Die Individualbeschwerde ist ein Rechtsbehelf, der es natürlichen Personen, Nichtregierungsorganisationen und Personengruppen ermöglicht, eine Verletzung ihrer Rechte durch eine Vertragspartei völkerrechtlicher Verträge geltend zu machen. In der Regel lässt sich dieser Weg nur beschreiten, nachdem der Rechtsweg auf nationaler Ebene ausgeschöpft wurde. 
In den folgenden Menschenrechtsabkommen ist ein Individualbeschwerderecht vorgesehen: 
- Erstes Fakultativprotokoll zum Internationalen Pakt über bürgerliche und politische Rechte (UN-Zivilpakt)
- Fakultativprotokoll zum Internationalen Pakt über wirtschaftliche, soziale und kulturelle Rechte (UN-Sozialpakt)
- Übereinkommen gegen Folter und andere grausame, unmenschliche oder erniedrigende Behandlung oder Strafe (UN-Antifolterkonvention)
- Internationales Übereinkommen zur Beseitigung jeder Form von Rassendiskriminierung (ICERD)
- Internationale Konvention zum Schutz der Rechte aller Wanderarbeitnehmer und ihrer Familienangehörigen (UN-Wanderarbeiterkonvention)
- Übereinkommen zur Beseitigung jeder Form von Diskriminierung der Frau (CEDAW)
- Europäische Menschenrechtskonvention (EMRK)

Für die Entgegennahme von Individualbeschwerden nach den UN-Menschenrechtsabkommen sind die entsprechenden Vertragsorgane zuständig, Expertenausschüsse, welche die Umsetzung der Abkommen überwachen. 

## Europäische Menschenrechtskonvention

### Ausgestaltung
Die Individualbeschwerde der Europäischen Menschenrechtskonvention ist in Art. 34, 35 EMRK vorgesehen. Seit 1998 werden Individualbeschwerden ausschließlich vor dem Europäischen Gerichtshof für Menschenrechte (EGMR) in Straßburg behandelt. Der EGMR ist die institutionelle Absicherung der Europäischen Menschenrechtskonvention. Er kann daher nur angerufen werden, wenn ein Grundrecht verletzt wurde, das durch die ERMK geschützt wird. Bevor eine Beschwerde vor dem EGMR geführt werden kann, muss der Instanzenzug durchlaufen werden. Das schließt in Deutschland eine Verfassungsbeschwerde ein. Insbesondere ist das Subsidiaritätsprinzip zu berücksichtigen. Angefochten wird vor dem EGMR das höchstrichterliche Urteil, nicht etwa der Akt, auf den sich das Urteil stützt.
Art. 13 EMRK hingegen eröffnet die Möglichkeit, bei einer innerstaatlichen Instanz eine wirksame Beschwerde erheben zu können.
Weitere Voraussetzung zur Zulässigkeit einer Individualbeschwerde ist eine Klageeinreichung innerhalb von vier Monaten nach der endgültigen innerstaatlichen Entscheidung (Art. 35 Abs. 1 EMRK). Individualbeschwerden können nicht anonym erhoben werden, auch darf die Beschwerde nicht wesentlich mit einer anderen Beschwerde übereinstimmen, die der EGMR oder eine andere internationale Untersuchungs- oder Vergleichsinstanz bereits geprüft hat, wenn sie keine neuen Tatsachen enthält (Art. 35 Abs. 2 EMRK). Nach Art. 46 EMRK sind die Mitgliedstaaten verpflichtet, das endgültige Urteil des Gerichtshofs umzusetzen.

### Verhältnis zur Schweiz
Der EGMR ist nicht befugt, Urteile des Bundesgerichts aufzuheben. Er kann jedoch feststellen, dass es der EMRK widerspricht, und dem Beschwerdeführer Schadensersatz zusprechen. Solche Urteile können für das Bundesgericht ein Grund sein, das vorangegangene Urteil zu revidieren. Daher kommt dem EGMR für die Schweiz eine Bedeutung zu, die mit jener eines Verfassungsgerichts vergleichbar ist. Stellt der EGMR eine Verletzung der EMRK fest, kann das Bundesgericht zu einer Revision des innerstaatlichen Verfahrens angerufen werden (Art. 122 BGG).
Der EGMR berät Klagen von Schweizer Bürgern überdurchschnittlich oft. Allein die Grosse Kammer – das grösste Organ des EGMR, das über besonders weitreichende Fragen richtet – beurteilte von 2007 bis 2020 über zehn Beschwerden aus der Schweiz. Seit dem Jahr 1974 entschied der EGMR über 7472 Beschwerden gegen die Schweiz (Stand 2020). Allerdings erfolgte nur in 195 Fällen (ca. 2,6 % aller Fälle) ein Urteil. Die anderen Beschwerden wurden für unzulässig erklärt, weil formelle oder materielle (zumeist «offensichtliche Unbegründetheit» nach Art. 35 Abs. 3 EMRK) Kriterien nicht erfüllt waren. In ca. 115 der Fälle stellte der EGMR eine Verletzung der EMRK fest. Für seine Rechtsprechung wird der EGMR in der Schweiz (zuweilen harsch) kritisiert.